# Арад, Яэль
Яэль Арад (ивр. יעל ארד‎, род. 1 мая 1967, Тель-Авив, Израиль) — израильская дзюдоистка, первый призёр Олимпийских игр в истории Израиля.
Председатель Олимпийского комитета Израиля (с ноября 2021). Член МОК с 2023 года.
Яэль Арад родилась в 1967 году в Тель-Авиве, с 8 лет начала заниматься дзюдо. В 1989 и 1991 годах выигрывала медали чемпионатов Европы, в 1992 году завоевала серебряную медаль Олимпийских игр в Барселоне. В 1993 году Яэль Арад стала чемпионкой Европы и серебряной призёркой чемпионата мира. На Олимпийских играх 1996 года Яэль Арад была лишь пятой, а в Олимпийских играх 2000 года принимала участие уже в качестве тренера сборной.
Яэль Арад является членом Международного еврейского спортивного зала славы (2010)